# سوك نيول تشوي
سوك نيول تشوي (بالإنجليزية: Sook Nyul Choi)‏‏ (1937 في بيونغيانغ - )؛ روائية، وكاتبة للأطفال، وكاتِبة من الولايات المتحدة.